# Bauxita

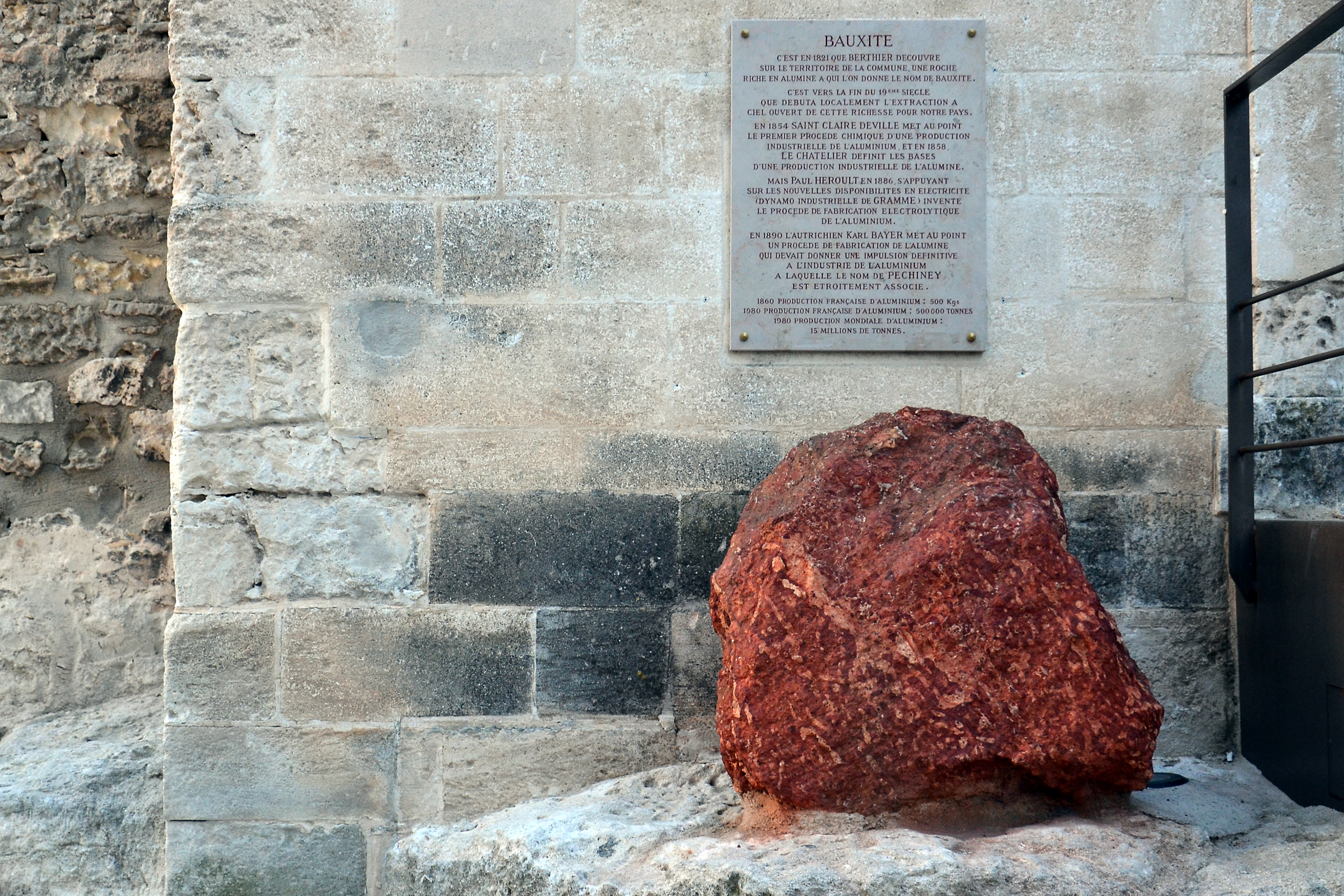
Placa commemorativa a la bauxita a Baus (Provença)

La bauxita o baucita és una roca provinent de la lixiviació de roques volcàniques que s'empra com a mena d'alumini. Sobretot és òxid d'alumini hidratat i no té estructura cristal·lina, i va acompanyada de sílex i hidròxid de ferro en proporcions variables. És una roca formada essencialment per tres minerals: gibbsita, diàspor i alunogen. El seu nom prové de Baus o Les Baux en francès (Provença) que és el primer lloc on se'n va trobar. A part de ser pràcticament l'única mena de l'alumini, la bauxita és usada per a la fabricació de refractaris, d'abrasius industrials i en l'obtenció de ciments especials.
Sovint es presenta en forma de pudinga de nòduls vermellosos, constituïts per hidròxid fèrric, lligats per un ciment rosat i compacte integrat per alúmina hidratada. S'origina com a residu produït per la meteorització química d'una àmplia gamma de roques comunament riques en argila. Algunes bauxites tenen un origen més complex i poden ser precipitats químics reprocessats. Comunament es forma als tròpics en zones de clima càlid i humit. Es presenta en masses compactes, terroses i granulars de color variable, des del roig, fins al blanc.
Es presenta en diferents varietats: pisolítica, formada per grans de la tossa d'un pèsol; vesicular, amb pisòlits (del llatí pisum) farcits de pols; en còdols, aglomerats majors que un pèsol, en ciment escàs; i compacta quan la massa és homogènia.

## Propietats
La bauxita és una roca generalment friable, lleugera (pes específic: 2,3-2,7), el color va del blanc o gris al vermell, depenent de la quantitat d'òxids de ferro que contingui. En molts casos, té aspecte d'argila (encara que una mica més compacta) o està composta per petites concrecions esfèriques (pisolites).

## Formació
Les bauxites són roques majoritàriament compostes per hidròxids d'alumini derivats de l'alteració dels aluminosilicats que constitueixen la majoria de les roques i dels sediments. Es formen sota climes tropicals i subtropicals humits (en l'actualitat, per sota dels 30° de latitud). El primer estat de l'alteració dels silicats és la formació de minerals argilosos que, juntament amb el quars, són els principals constituents de les roques sedimentàries. A les regions tropicals, però, el procés de dissolució dels silicats acaba també finalment desestabilitzant aquestes argiles neoformades. Aquest procés de dissolució de les argiles i de formació d'òxids i hidròxids d'alumini pot il·lustrar amb la següent reacció:
Al2Si2O3 (OH) 4 (caolinita) + 5 H2O -→ 2 Al (OH) 3 (gibbsita) + 2 Si (OH) 4
Les bauxites són, per així dir, el «residu insoluble» de l'alteració de les roques.
Es formen en zones tectònicament estables i protegides de l'erosió, en què l'acció dels agents que provoquen la laterització del material original puguin actuar durant llargs períodes (molts dipòsits s'han format per l'acció contínua d'aquests agents durant milions d'anys). Això passa principalment sobre les roques aluminosos dels cratons estables (bauxites laterítics) o com a resultat de la transformació dels materials silicis acumulats en el sistema càrstic de les calcàries (bauxites càrstiques). En alguns casos, també poden ser el resultat de la resedimentació de bauxites prèviament erosionades.
Encara que els processos que porten a la formació de les bauxites segueixen actuant en les regions tropicals, la majoria dels grans jaciments de bauxita es van formar durant el Terciari, apareixent en molts casos interestratificades en altres tipus de dipòsits. Això també explica que aquests jaciments es troben en zones que avui en dia no reuneixen les condicions necessàries per a la seva formació.

## Procés d'extracció

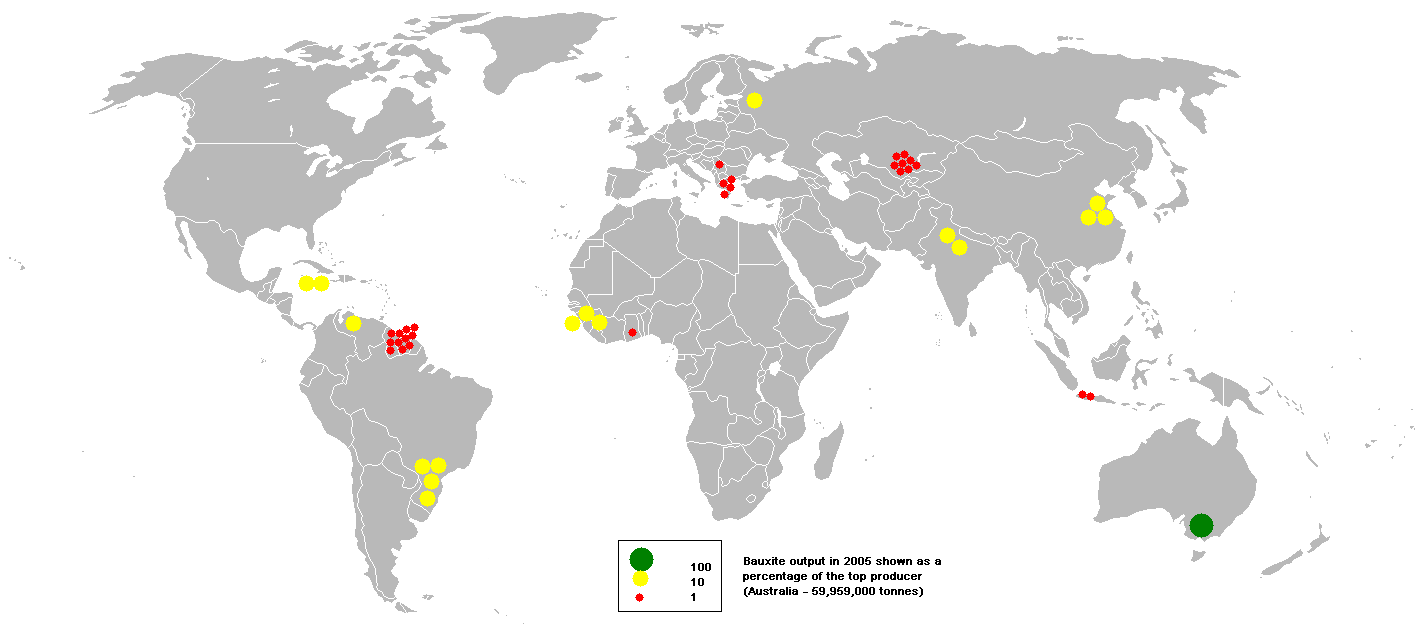
Producció de bauxita el 2005, com a percentatge de la producció d'Austràlia.

És la principal mena de l'alumini utilitzada per la indústria. La bauxita s'extreu generalment per mineria a cel obert, aproximadament a uns 4-6 metres de fondària de la terra. De l'extracció minera de la bauxita, entre un 85 i un 95% s'utilitza per a la producció d'alumini. Hi ha molts dipòsits de bauxita a la terra. Es troben principalment a les regions tropicals i subtropicals i a Europa. Entre els principals països on s'extreu bauxita estan Brasil, Jamaica, Austràlia.
El contingut en ferro a la bauxita fa elevar els costos de producció de l'alumini, així doncs les bauxites amb un alt contingut en ferro no són desitjables per a la producció d'alumini.
A partir d'aquesta argila bauxítica es pot obtenir bauxita d'alt grau eliminant la fracció argilosa i recuperant els agregats gibsítics, mitjançant rentat i tamisat. Aquests agregats contenen 59% d'Al2 O3 i 3% de SiO2 i 4,5% de Fe2 O3• a Colòmbia, en una àrea de 1.000 km2, entre els departaments de Cauca i Valle s'estima en 750.000.000 tones d'argila bauxítica en base seca que permetrien extreure 93.750.000 tones d'agregats gibsftics.
| Reserves totals provades i producció de bauxita en el 2010. Els nombres representen x1000 tones | Reserves totals provades i producció de bauxita en el 2010. Els nombres representen x1000 tones | Reserves totals provades i producció de bauxita en el 2010. Els nombres representen x1000 tones | Reserves totals provades i producció de bauxita en el 2010. Els nombres representen x1000 tones | Reserves totals provades i producció de bauxita en el 2010. Els nombres representen x1000 tones |
| País                                                                                            | Producció minera                                                                                | Producció minera                                                                                | Reserves                                                                                        | Base de reserves                                                                                |
| País                                                                                            | 2010                                                                                            | 2011                                                                                            | Reserves                                                                                        | Base de reserves                                                                                |
| ----------------------------------------------------------------------------------------------- | ----------------------------------------------------------------------------------------------- | ----------------------------------------------------------------------------------------------- | ----------------------------------------------------------------------------------------------- | ----------------------------------------------------------------------------------------------- |
| Austràlia                                                                                       | 68.400                                                                                          | 67.000                                                                                          | 6.200.000                                                                                       | 7.900.000                                                                                       |
| Vietnam                                                                                         | 80                                                                                              | 80                                                                                              | 2.100.000                                                                                       | 5.400.000                                                                                       |
| Jamaica                                                                                         | 8.540                                                                                           | 10.200                                                                                          | 2.000.000                                                                                       | 2.500.000                                                                                       |
| Brasil                                                                                          | 28.100                                                                                          | 31.000                                                                                          | 3.600.000                                                                                       | 2.500.000                                                                                       |
| Guyana                                                                                          | 1.760                                                                                           | 2.000                                                                                           | 850.000                                                                                         | 900.000                                                                                         |
| Índia                                                                                           | 18.000                                                                                          | 20.000                                                                                          | 900.000                                                                                         | 1.400.000                                                                                       |
| República Popular de la Xina                                                                    | 44.000                                                                                          | 46.000                                                                                          | 830.000                                                                                         | 2.300.000                                                                                       |
| Grècia                                                                                          | 2,100                                                                                           | 2,100                                                                                           | 600.000                                                                                         | 650.000                                                                                         |
| Iran                                                                                            | -                                                                                               | 500                                                                                             | -                                                                                               | -                                                                                               |
| Surinam                                                                                         | 4.000                                                                                           | 5.000                                                                                           | 580.000                                                                                         | 600.000                                                                                         |
| Serra Leona                                                                                     | 1.090                                                                                           | 1.700                                                                                           | 180.000                                                                                         |                                                                                                 |
| Kazakhstan                                                                                      | 5.310                                                                                           | 5.400                                                                                           | 160.000                                                                                         | 450.000                                                                                         |
| Veneçuela                                                                                       | 2.500                                                                                           | 4.500                                                                                           | 320.000                                                                                         | 350.000                                                                                         |
| Rússia                                                                                          | 5.480                                                                                           | 5.800                                                                                           | 200.000                                                                                         | 250.000                                                                                         |
| Estats Units                                                                                    | 30                                                                                              | N/A                                                                                             | 20.000                                                                                          | 40.000                                                                                          |
| Altres països                                                                                   | 2.630                                                                                           | 2.600                                                                                           | 3.300.000                                                                                       | 3.800.000                                                                                       |
| TOTAL (arrodonint)                                                                              | 209.000                                                                                         | 220.000                                                                                         | 29.000.000                                                                                      | 38.000.000                                                                                      |

L'extracció de bauxita se centra, doncs, a Austràlia (35%) i a Sud-amèrica (29%) seguit d'Àsia amb 23%.
A Espanya no existeix cap localització d'extracció de bauxita, a causa del seu alt contingut en ferro i altres propietats que li treuen interès comercial. Però sí que existeix una fàbrica de producció d'alúmina a partir de bauxita provinent del Brasil i Guinea a San Ciprián (Lugo) de l'empresa ALCOA. És a partir d'aquesta localització que distribueix a la resta d'Espanya l'alúmina, i posteriorment altres fàbriques segueixen tractant aquesta alúmina i derivats per transformar-ho en alumini en altres comunitats autònomes. Altres proveïments de bauxita arriben de Nigèria i Guinea.

### Història de l'extracció i processament

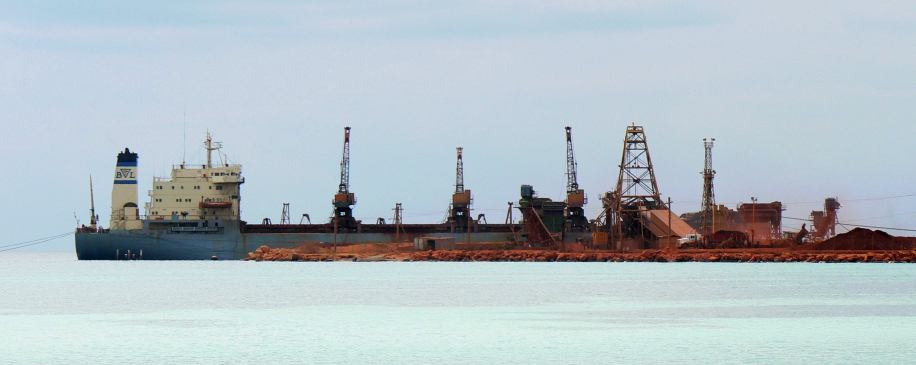
Bauxita sent carregada a Cabo Rojo, República Dominicana, per a ser enviada a un altre lloc per al seu processament; 2007

#### seglexix
L'extracció industrial de bauxita va començar en 1860 al departament francès de Gard. Durant molt de temps, es va mantenir per sota de 10.000 tones anuals fins a principis de la dècada de 1880. L'inici de la producció d'alumini mitjançant el Procés Héroult-Hall el 1886 va marcar el començament d'un fort augment. A principis del segle xx, la producció va superar per primera vegada la marca simbòlica de 100.000 tones, i la d'un milió de tones anuals cap al 1920.

#### seglexx
Excepte després de la Primera Guerra Mundial, França va seguir sent el primer productor mundial fins a la Segona Guerra Mundial, seguida dels Estats Units. Cap al 1930, nous països d'Amèrica (el Carib, Guyana i Surinam) i Europa (Iugoslàvia i Hongria) van començar a exercir un paper cada cop més important en la producció, arribant a representar dos terços de la producció mundial el 1939.
A la segona meitat del segle xx es va produir una renovació dels països productors: la producció dels actors històrics (França, Estats Units) es va tornar progressivament marginal, la d'Amèrica Llatina (Jamaica, Brasil) va conservar un lloc important, però sobretot, la ràpida aparició d'Austràlia i, encara menys, de Guinea.

#### Segle XXI
Des de finals de l'segle xx, l'extracció de bauxita ha seguit augmentant a un ritme elevat, duplicant-se la quantitat anual extreta entre 2000 i 2015. El 2019, es van extreure més de 350 milions de tones de bauxita. L'augment de la demanda és impulsat en particular pels tres principals països productors, Austràlia, la Xina i Guinea. La necessitat d'alumini com a part de la transició energètica i la lluita contra l'escalfament global hauria de continuar impulsant la producció els anys vinents.
La bauxita se sol extreure a cel obert perquè gairebé sempre es troba prop de la superfície del terreny, amb poca o cap sobrecàrrega. A partir del 2010, aproximadament entre el 70% i el 80% de la producció mundial de bauxita seca es processa primer a alúmina i després en alumini per electròlisi. Les roques de bauxita solen classificar-se segons la seva aplicació comercial prevista: metal·lúrgiques, abrasives, cimenteres, químiques i refractàries.
El mineral de bauxita sol escalfar-se en un recipient a pressió juntament amb una solució d'hidròxid de sodi a una temperatura de 150 a 200 graus Celsius. A aquestes temperatures, l'alumini es dissol com a aluminat sòdic (el procés Bayer). Els compostos d'alumini a la bauxita poden ser presents com gibbsita(Al(OH)3), boehmita (AlOOH) o diàspora(AlOOH); les diferents formes del component d'alumini dictaran les condicions d'extracció. El residu no dissolt, fang vermell, una vegada extrets els compostos d'alumini conté òxids de ferro, sílice, calcia, titània i una mica d'alúmina sense reaccionar. Després de separar el residu per filtració, en refredar el líquid es precipita gibbsita pura, que se sembra amb hidròxid d'alumini de gra fi. La gibbsita sol convertir-se en òxid d'alumini, Al2O3, mitjançant escalfament en forns rotatoris o calcinadors flaix de fluid a una temperatura superior a 1000 graus Celsius. Aquest òxid d'alumini es dissol a una temperatura d'aproximadament 960 graus Celsius en criolita fosa. A continuació, aquesta substància fosa pot produir alumini metàl·lic fent passar un corrent elèctric a través d'ella en el procés d'electròlisi, que s'anomena procés Hall-Héroult, anomenat així pels seus descobridors nord-americà i francès.
Abans de la invenció d'aquest procés, i abans del procés Deville, el mineral d'alumini es refinava escalfant-lo juntament amb sodi o potassi elementals en un buit. El mètode era complicat i consumia materials per si mateixos cars en aquella època. Això va fer que l'alumini elemental primitiu fos més car que l'or.

## Característiques
La bauxita és una important mena de l'alumini composta per òxid d'alumini amb diversos graus d'hidratació. Sol estar barrejada amb impureses, especialment amb ferro. Entre els minerals amb contingut en alumini de la bauxita estan la gibosita, Al (OH) 3, i el diàspora, HAlO2.
La bauxita és un mineral tou, amb una duresa que varia entre 1 i 3, i una densitat relativa entre 2 i 2,55. El seu color pot variar del blanc al castanyer i és d'aspecte mat. La bauxita sol trobar en agregats de la mida d'un pèsol. El color i la paragènesi característics de la bauxita exclouen qualsevol possible confusió amb altres minerals.
La bauxita que es presenta generalment en forma de barreja de gibbsita Al (OH) 3 i caolinita Al2Si2O5 (OH) 4, i que es coneix també com bohemita, és la matèria primera de la qual s'obté l'alúmina, de la qual s'obté l'alumini. El processament de l'alúmina, per obtenir alumini, exigeix un gran consum d'energia elèctrica, per això es diu que l'energia elèctrica és matèria primera essencial en l'obtenció de l'alumini.
L'alumini (Al) és un excel·lent conductor de calor i d'electricitat. El seu major avantatge és la seva lleugeresa, ja que pesa gairebé tres vegades menys que l'acer ordinari.

## Importància econòmica
La bauxita s'utilitza com a matèria primera per obtenir alumini, amb el qual es fabrica multitud de productes d'ús i consum: paper d'alumini, automòbils, avions, làmines, finestres, estris de la llar, entre altres coses.

## Seguretat marítima
Com càrrega a granel, la bauxita és una càrrega del Grup A que es pot liquar si està excessivament humida. La liqüefacció i l'efecte de superfície lliure poden fer que la càrrega es desplaci ràpidament dins del celler i que el vaixell es torni inestable, podent enfonsar-lo. Un vaixell que se sospita que es va enfonsar així va ser el MS Bulk Jupiter en 2015. Un mètode que pot demostrar aquest efecte és la "prova de la llauna", en què es col·loca una mostra del material en una llauna cilíndrica i es colpeja contra una superfície moltes vegades. Si es forma una lletada humida a la llauna, hi ha la probabilitat que la càrrega es licuï; que sigui segura per a la càrrega.

## Font del gal·li

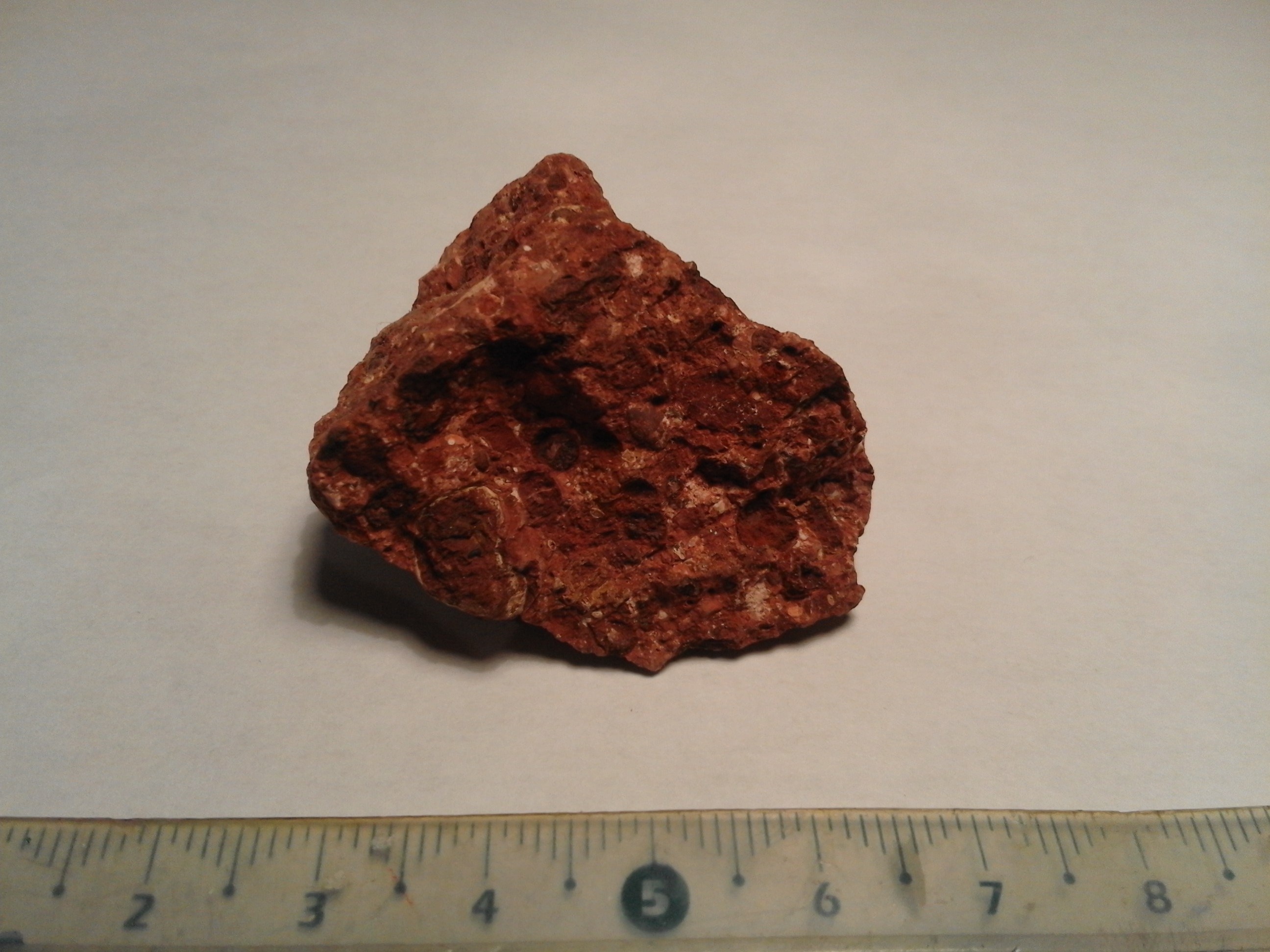
Mostra de bauxita d'Hérault, França

La bauxita és la principal font del metall rar gal·li.
Durant el processament de la bauxita a alúmina al procés Bayer, el gal·li s'acumula al licor d'hidròxid de sodi. D'aquest es pot extreure per diversos mètodes. El més recent és l'ús de resina d'intercanvi iònic. Les eficiències d'extracció assolibles depenen críticament de la concentració original a la bauxita d'alimentació. A una concentració d'alimentació típica de 50 ppm, al voltant del 15 % del gal·li contingut és extraïble. La resta pararà als corrents de llot vermell i hidròxid d'alumini.